# Pedro Villar Gómez
Pedro Villar Gómez (Cazorla, Jaén, 26 de març de 1878 - Quesada, Jaén, 17 d'agost de 1947) va ser un polític espanyol.

## Biografia
Durant l'època de la Restauració va ser elegit diputat a Corts per la circumscripció de Jaén durant les eleccions de 1910, encara que no va obtenir acta en declarar-se nul·la l'elecció. Va tornar a presentar-se en les eleccions de 1923 i aquesta vegada sí que va obtenir acta de diputat per la facció liberal-demòcrata. Va exercir el càrrec de governador civil a les províncies de Huelva, Ourense i Càceres. A més, va dirigir diverses publicacions liberals d'àmbit de Jaén, com el diari La Palabra (1903-1904).
Durant el període de la Segona República va estar afiliat al partit centrista Unió Republicana (UR). Va ser nomenat Director general de Presons breument en 1935, i novament en 1936, després de les eleccions de febrer. Tanmateix, després de l'esclat de la Guerra Civil es va veure aclaparat pels successos que el van sobrepassar, com la matança de la Presó Model de Madrid. Villar va protestar repetidament al govern pel fet que des de l'esclat de la contesa els milicians poguessin entrar sense control a les presons i alliberar els presos comuns, o portar-se als detinguts dretans. A més, el seu fill —militar pertanyent al cos d'artilleria— s'havia unit als revoltats a Còrdova. Tot això li va portar a acabar presentant la dimissió del seu càrrec al setembre, i a abandonar l'escena política.
Posteriorment va ser nomenat delegat del govern en la Confederació Hidrogràfica del Tajo, entre 1937 i 1938.